# ジョオウマダラ

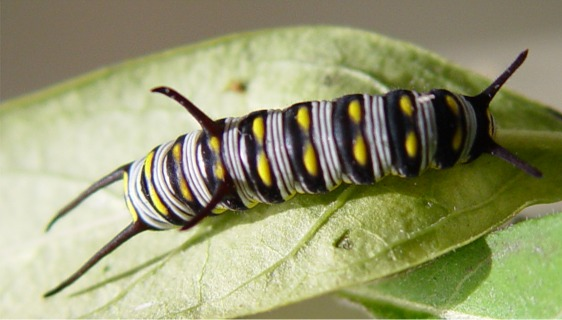
幼虫

ジョオウマダラ (Danaus gilippus) は、タテハチョウ科に分類されるチョウの一種。

## 分布
アメリカ合衆国南部からブラジルまでの南北アメリカ大陸に分布する。オオカバマダラほどの長距離を移動することはないが、米国では冬の寒さから逃れるため南に短距離の渡りを行う。

## 特徴
開長7cm。
良く似た種に、ヘイタイマダラ (Danaus eresimus) やオオカバマダラ (Danaus plexippus) がいるが、本種は後翅の黒い翅脈に白い模様がある。
キョウチクトウ科（旧分類ではガガイモ科）のトウワタを食草とする。